# Naumowicze
Naumowicze (biał. Навумавічы) – wieś na Białorusi, położona w obwodzie grodzieńskim w rejonie grodzieńskim w sielsowiecie podłabieńskim przy drodze z Grodna do Sopoćkiń.
Wieś królewska ekonomii grodzieńskiej położona była w końcu XVIII wieku w powiecie grodzieńskim województwa trockiego.
W rejonie Naumowicz znajdują się dwa forty rosyjskiej twierdzy Grodno – fort 1 w rejonie wsi Zahorany i fort 2a w Naumowiczach przy drodze do Sopockiń. Miejsce to znane jest z niemieckich mordów na ludności cywilnej w czasie II wojny światowej. Upamiętniają je dwa pomniki, przy forcie cmentarz wojenny z I wojny światowej.
13 lipca 1943 w Naumowiczach wraz z 49-osobową grupą mieszkańców Lipska została rozstrzelana błogosławiona Marianna Biernacka.
Wysuwano również przypuszczenie, że w rejonie Naumowicz mogą być pochowane ofiary obławy augustowskiej, zamordowane w 1945 roku przez NKWD.